# 米科·尼斯卡宁

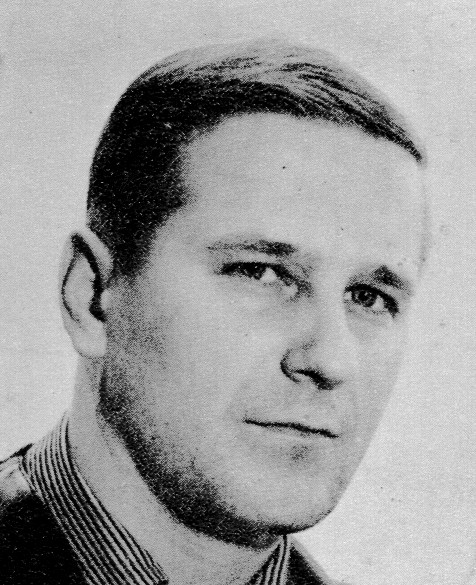
米科·尼斯卡宁（摄于1965年之前）

米科·尼斯卡宁（芬蘭語：Mikko Johannes Niskanen，1929年1月31日—1990年11月25日）是一位芬兰电影导演、演员、制片人和编剧。他在1956到1988年中导演过45部以上的电影。其主要作品包括《男孩们》（1962）、《深入肌肤》（1966）和《八粒致命的子弹》（1972）。在他的电影生涯中他获得了创纪录的六次尤西奖的最佳导演奖。